# Terre des Hommes

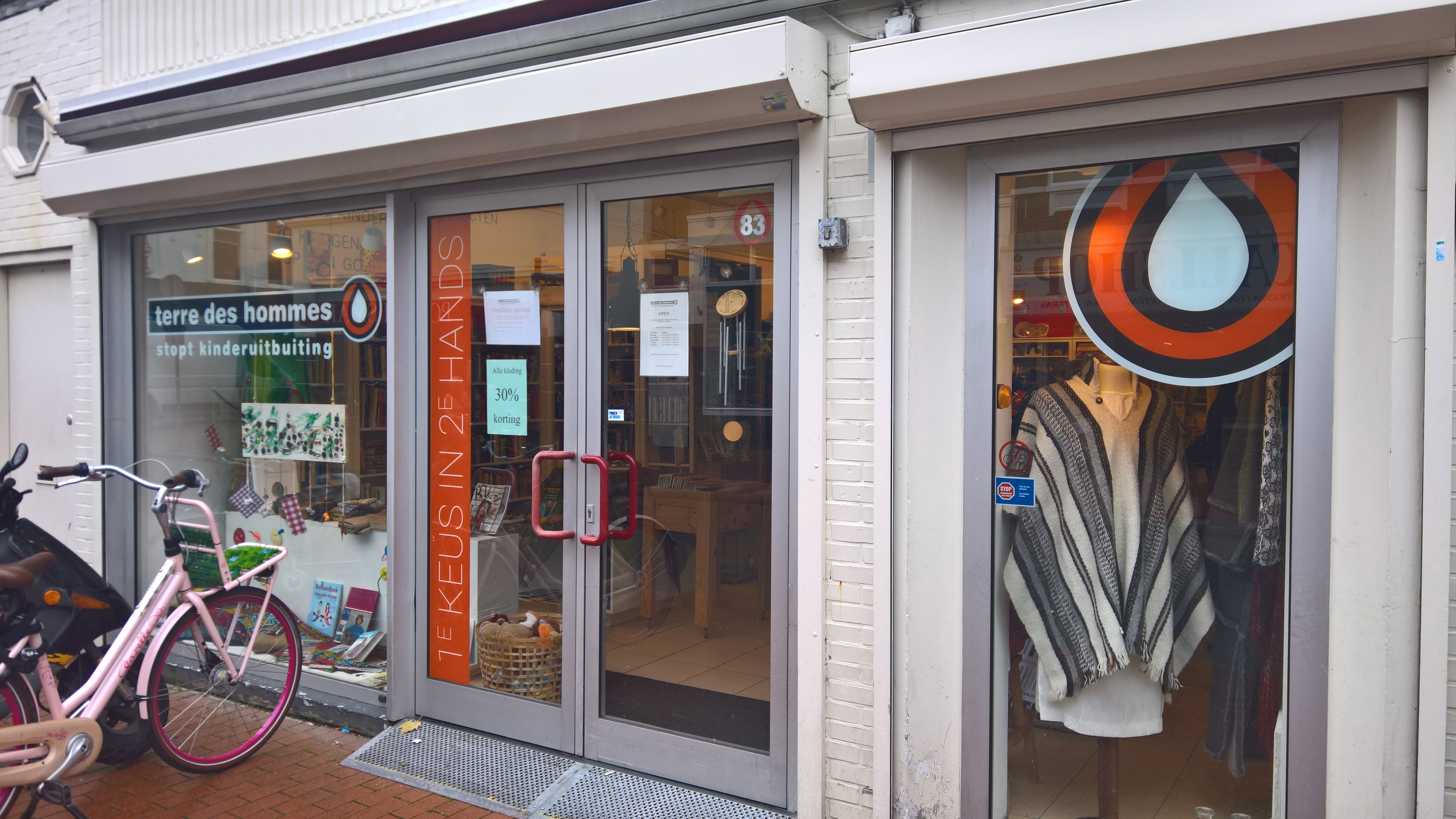
Een tweedehandswinkel van Terre des Hommes waar geld wordt ingezameld voor de strijd tegen kinderuitbuiting door tweedehandsartikelen in te zamelen en te verkopen.

Terre des Hommes is een internationale charitatieve instelling die zich richt op de rechten van het kind.
De instelling bestrijdt de ergste vormen van kinderarbeid, kinderhandel, seksuele uitbuiting van kinderen (zoals kinderprostitutie), kindermisbruik en zet zich in voor kinderrechten; ook biedt deze kinderrechtenorganisatie noodhulp aan kinderen en hun familie bij humanitaire rampen.
De organisatie is door Edmond Kaiser in 1960 opgericht in Lausanne en bestaat uit verschillende nationale organisaties die naast elkaar bestaan. Deze verscheidene nationale organisaties zijn in 1966 samengekomen om de Internationale Federatie van Terre des Hommes (IFTDH) te vormen. Er zijn in totaal 11 leden in deze organisatie afkomstig uit Canada, Denemarken, Duitsland, Frankrijk, Italië, Luxemburg, Nederland, Spanje en Zwitserland.
Terre des Hommes heeft het CBF-Keurmerk, een keurmerk van het Centraal Bureau Fondsenwerving. Ook is Terre des Hommes een van de Medefinancieringsorganisaties.
In november 2013 had Terre des Hommes een grote doorbraak in de strijd tegen online webcamseks met kinderen. Door het met motion capture creëren van een virtueel lokaas, het Filipijnse meisje Sweetie, kon Terre des Hommes de gegevens van 1000 online kindermisbruikers verzamelen (zie ook lokobject). Dit alles zonder computers van de daders te hacken maar via sociale netwerken als Facebook. Sweetie lanceerde een wereldwijde campagne met als doel webcamseks met kinderen voorgoed uit te roeien.

## Niet te verwarren met
- Terre des hommes, een boek van Antoine de Saint-Exupéry uit 1939, in het Nederlands verschenen onder de titels Het rijk der mensen (1961) en Aarde der mensen (vert. Frans van Woerden, 1999).
- In Montreal, Canada, droeg de wijk en het park, waar in 1967 de Wereldtentoonstelling had plaatsgevonden, ook deze naam. Toen een en ander in verval was geraakt, kreeg de buurt in 1982 nieuwe namen.